# ریفامایسین
ریفامایسین (به انگلیسی: Rifamycin) دارویی است که با مهار سنتز پروتئین، میکروب را مختل می‌سازد (اثر باکتریواستاتیک).

## موارد استعمال
این دارو در مواردی همچون عفونت‌های ناشی از میکرو ارگانیسم گرم مثبت، عفونت‌های پوست و نسوج نرم، استئومیلیت، ماستیت، عفونت‌های بعد از سقط و زایمان، عفونت‌های برونکوپولمونر، آمپیم، کراتیت، اسکلریت، اپی اسکلریت، کله‌سیستیک، ایریدوسیکلیت و سیکلیت، عفونت‌های بعد از ضربه و عمل جراحی چشم استفاده می‌شود.

## ملاحظات
مصرف این دارو در ۳ ماه اول بارداری ممنوع است.